# جین هیراماکی
جین هیراماکی (انگلیسی: Jin Hiramaki؛ زادهٔ ۲۶ فوریهٔ ۱۹۸۷) بازیگر، خوانندگی، مدل (شخص) اهل ژاپن است.